# Hyidae
Famille
Synonymes
- Indohyinae Harvey, 1993

Les Hyidae sont une famille de pseudoscorpions.
Elle comporte une quinzaine d'espèces dans deux genres.

## Distribution
Les espèces de cette famille se rencontrent en Australie, en Asie du Sud, en Asie du Sud-Est et à Madagascar.

## Liste des genres
Selon Pseudoscorpions of the World (version 3.0) :
- Hya Chamberlin, 1930
- Indohya Beier, 1974

## Publication originale
- Chamberlin, 1930 : A synoptic classification of the false scorpions or chela-spinners, with a report on a cosmopolitan collection of the same. Part II. The Diplosphyronida (Arachnida-Chelonethida). Annals and Magazine of Natural History, sér. 10, vol. 5, p. 1-48 & 585-620.